# 1,4-dimetilpiperazina
La 1,4-dimetilpiperazina, llamada también N,N'-dimetilpiperazina o lupetazina, es un compuesto orgánico de fórmula molecular C6H14N2. Consiste en un anillo de piperazina pero con un grupo metilo enlazado a cada uno de los nitrógenos.

## Propiedades físicas y químicas
A temperatura ambiente, la 1,4-dimetilpiperazina es un líquido incoloro que tiene el olor característico de las aminas.
Posee una densidad menor que la del agua (ρ = 0,844 g/cm³).
Su punto de fusión es de -1 °C y su punto de ebullición 131 °C.
Es una sustancia totalmente miscible en agua; el valor del logaritmo de su coeficiente de reparto, logP = -0,61, implica una solubilidad mayor en disolventes polares que en disolventes apolares como el 1-octanol. Es un compuesto de carácter básico: una disolución acuosa de 100 g/L tiene un pH = 10.

## Síntesis y usos
La 1,4-dimetilpiperazina puede sintetizarse por N-metilación de 1-metilpiperazina con metanol, proceso catalizado por un complejo de rutenio (II).
Otro método de síntesis es mediante la siguiente reacción entre 2-(2-aminoetilamino)etanol y metanol a 200 °C en presencia de un catalizador de cobre sobre óxido de aluminio:

Asimismo, la 1,4-dimetilpiperazina puede obtenerse a partir de piperazina y formaldehído.
La 1,4-dimetilpiperazina se usa como catalizador para espumas de poliuretano y como intermediario en la elaboración de tensoactivos catiónicos.
Esta diamina también se ha empleado como aditivo en la elaboración de nuevos fosfatos de zirconio laminados; tanto la 1,4-dimetilpiperazina protonada como el agua se emplazan entre las láminas de un nuevo material sintetizado denominado ZrPO4-DES8.

## Precauciones
La 1,4-dimetilpiperazina es un producto muy inflamable, en estado líquido o como vapor. Su punto de inflamabilidad es de 21 °C y su temperatura de autoignición de 180 °C, ambos valores sensiblemente inferiores a los de la pirazidina (65 °C y 320 °C respectivamente).
En cuanto a su toxicidad, la ingestión de esta sustancia produce un fuerte efecto cáustico en boca y garganta, existiendo peligro de perforación de esófago y estómago. 
Por lo demás, esta diamina puede provocar quemaduras en la piel y en los ojos.